# Cầu Kỳ Lam
Cầu Kỳ Lam là tên của hai cây cầu (bao gồm một cầu đường sắt và một cầu đường bộ) bắc qua sông Thu Bồn tại thị xã Điện Bàn, tỉnh Quảng Nam, Việt Nam.

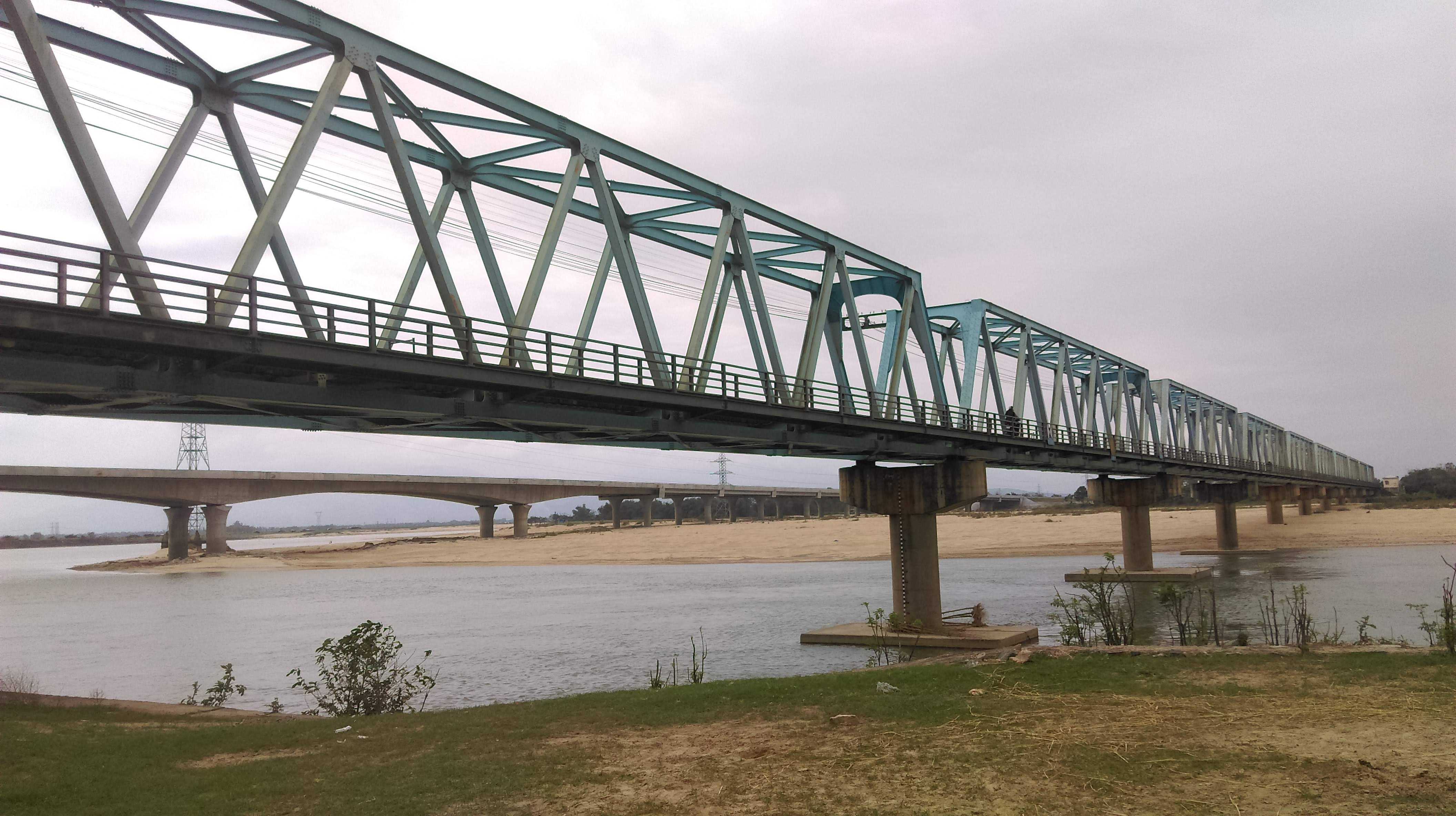
Cầu đường sắt Kỳ Lam

Cầu đường sắt Kỳ Lam là một phần của tuyến đường sắt Bắc Nam, được thực dân Pháp xây dựng vào khoảng những năm 1930. Cầu được đưa vào sử dụng từ ngày 16 tháng 1 năm 1935, đồng thời với việc thông tuyến đường sắt đoạn Đà Nẵng – Quảng Ngãi.
Ngày 19 tháng 5 năm 2013, cầu đường bộ Kỳ Lam được khởi công xây dựng trên tuyến đường cao tốc Đà Nẵng – Quảng Ngãi, nối liền hai xã Điện Thọ và Điện Quang thuộc thị xã Điện Bàn. Cầu có thiết kế vĩnh cửu bằng bê tông cốt thép và bê tông cốt thép dự ứng lực, có chiều dài 1.044,8 m, bề rộng cầu là 26 m. Công trình được thông xe vào ngày 2 tháng 8 năm 2017 trong đợt thông xe kỹ thuật 65 km đầu tiên của đường cao tốc Đà Nẵng – Quảng Ngãi (đoạn từ nút giao Túy Loan đến nút giao Tam Kỳ).